# كالفين هاريل
كالفين هاريل (بالإنجليزية: Calvin Harrell)‏ هو لاعب كرة قدم أمريكية أمريكي، ولد في 7 سبتمبر 1949، وتوفي في 1994.